# ГЕС Shāqiān
ГЕС Shāqiān (沙阡水电站) — гідроелектростанція у центральній частині Китаю в провінції Ґуйчжоу. Знаходячись перед ГЕС Ютанг, входить до складу каскаду на річці Фуронг, лівій притоці Уцзян (великий правий доплив Янцзи). 
В межах проекту річку перекрили греблею із ущільненого котком бетону висотою 59 метрів, довжиною 109 метрів та шириною по гребеню 7 метрів. Вона утримує водосховище з об’ємом 57,4 млн м3 (корисний об’єм 36,8 млн м3) та коливанням рівня поверхні у операційному режимі між позначками 493 та 503 метра НРМ. Під час повені об’єм може зростати до 62,1 млн м3. 
По тунелю довжиною 0,3 км з діаметром 8 метрів ресурс подається до розташованого на правобережжі машинного залу. Тут встановили дві турбіни типу Френсіс потужністю по 25 МВт, які використовують напір від 25 до 38 метрів (номінальний напір 33 метра) та забезпечують  виробництво 158 млн кВт-год електроенергії на рік. 
Видача продукції відбувається по ЛЕП, розрахованою на роботу під напругою 110 кВ.